# أولمبياد الشطرنج ال14

الشعار الرسمي لأولمبياد الشطرنج 1960

أولمبياد الشطرنج 1960 المقامة في لايبزيغ هي النسخة ال14 لأولمبياد الشطرنج. تنضم البطولة برعاية الإتحاد الدولي للشطرنج وتتضمن البطولة العديد من الفعالايات لتعزيز شهرة الشطرنج حول العالم. أُقيمت البطولة بين ال 26 من تشرين الأول و9 كانون الأول في لايبزيغ في ألمانيا الشرقية.
الفريق السوفيتي المكون من ست أساتذة كبار بقيادة ميخائيل طال كانوا الأوفر حظاً للفوز وبالفعل حققوا المدالية الذهبية.، وهي الخامسة لهم على التوالي. وفازت الولايات المتحدة ويوغسلافيا بالمداليتين الفضية والبرونزية على التوالي. أحتلت الدولة المضيفة المرتبة التاسعة خلف منافستها ألمانيا الشرقية.

## التقسيم
عدد الفرق المشاركة كانت 40، تم تقسيمها إلى أربعة مجموعات في كل مجموعة 10 فرق. أعلى ثلاث فرق من كل مجموعة يتاهل إلى النهائي A. الفرق في المراتب الرابعة والخامسة والسادسة من كل مجموعة تتاهل إلى النهائي B. وباقي الفرق تتاهل إلى النهائي C. كل المجموعات وفرق النهائي A وB لعبت بطريقة دورة روبن. بينما نهائي C بالنظام السويسري ب11 جولة.

## الفائزون
1. الاتحاد السوفيتي
2. الولايات المتحدة
3. يوغسلافيا
4. هنغاريا
5. تشيكوسلوفاكيا
6. بلغاريا
7. الأرجنتين
8. ألمانيا الغربية
9. ألمانيا الشرقية
10. هولندا
11. رومانيا
12. انكلترا